# داروهای ضد افسردگی و خطر خودکشی
رابطه میان مصرف داروهای ضد افسردگی و خطر خودکشی، نامشخص، پیچیده و همواره مورد پژوهش است. برخی مطالعات حاکی از آن هستند که مصرف برخی داروهای ضد افسردگی، با افزایش خطر خودکشی در برخی بیماران، همبستگی دارند. این مشکل به اندازه‌ای مهم بوده که بعضی دولت‌ها را مجبور کند بر روی بسته‌های این گونه داروها، برچسب میزان احتمال افزایش خودکشی را بزنند. این‌که چرا چنین است، مشخص نیست و این در حالی است که برخی مطالعات دیگر حاکی از آن هستند که مصرف داروهای ضد افسردگی باعث کاهش افکار خودکشی می‌شوند.

## رابطه داروهای ضد افسردگی با خطر خودکشی
بر پایه پژوهشی در سال ۲۰۱۲، اینکه مصرف داروهای ضد افسردگی، ممکن است که خطر خودکشی را در برخی بیماران افسرده افزایش دهند، ابتدا در سال ۱۹۵۸ مطرح شد. به مدت ۳۰ سال از این داروها تنها برای بیماران مبتلا به افسردگی شدید و بستری شده در بیمارستان استفاده می‌شد. مسئله افزایش خطر خودکشی توسط بازدارنده‌های بازجذب سروتونین (SSRIs) با گزارشی در سال ۱۹۹۰ مبنی بر اینکه فلوکستین ممکن است خطر خودکشی را در بیمار تقویت کند، مورد توجه افکار عمومی قرار گرفت. ۱۴ سال بعد، برچسب‌های هشداردهنده‌ای روی این داروها زده می‌شد که در رابطه با «شرایطی که در هنگام مصرف، در هنگام قطع مصرف، در هنگام تغییر دوز دارو و اینکه ممکن است این داروها به بیماری‌های جانبی فرد غیر از افسردگی همچون، اضطراب یا اعتیاد، دامن بزنند،» هشدارهای لازم را به مصرف‌کننده می‌داد.

## خطرات بیش‌تر برای جوانان
به افرادی که کم‌تر از ۲۴ سال سن دارند و از داروهای ضد افسردگی بهره می‌برند، هشدار داده می‌شود که مصرف این داروها، ممکن است رفتار خودکشی‌مآبانه را در آن‌ها افزون کند. برای این کار برچسب‌های هشداردهنده از سال ۲۰۰۶ به بعد روی بسته این گونه داروها زده می‌شود.
سازمان غذا و دارو آمریکا در رابطه با مصرف پاروکستین در مقابل مصرف پروزاک برای درمان افسردگی در کودکان و نوجوانان هشدار داده است.
تجویز داروهای مهار بازجذب سروتنین برای درمان افسردگی در کودکان و بزرگسالان در ایالات متحده آمریکا و برخی کشورهای اروپایی، پس از هشدارهای داده شده توسط ادرات مربوطه، مبنی بر این که داروهای ضد افسردگی ممکن است خطر خودکشی را در کودکان افزایش دهد، بسیار کاهش یافت. این کاهش تجویز با افزایش میزان خودکشی‌های کودکان و نوجوانان در به‌طور مثال ایالات متحده با ۱۴٪ افزایش یا در هلند با ۵۰٪ افزایش، ارتباط مستقیم داشته‌است.

## هشدارها
بر اساس قوانین سازمان غذا و دارو آمریکا یا FDA ، « هشدار جعبه سیاه » روی تمامی داروهای مهار بازجذب سروتونین زده می‌شود مبنی بر اینکه مصرف این داروها ممکن است خطر خودکشی را در کودکان یا بزرگسالان ۲ برابر کند (از ۲ تن در هر ۱٬۰۰۰ تن به ۴ تن در هر ۱٬۰۰۰). اینکه آیا افزایش نرخ خودکشی بر اثر مصرف داروها بوده، که بدان اثر متناقض نیز گفته می‌شود، یا مثلاً مصرف داروهای ضد افسردگی سبب شده که بیماران افسرده که در شرایط عادی به سبب افسردگی حوصله انجام هیچ کاری را ندارند، به خود آمده و پیش از اتمام دوره افسردگی شان اقدام به عمل خودکشی نمایند، همواره در پرده‌ای از ابهام بوده‌است.
بیماران جوان‌تر می‌بایست بیش‌تر مورد دیدبانی خودکشی به منظور پی بردن به هر گونه فکر خودکشی یا رفتار خودکشی‌مآبانه در آن‌ها و در نتیجه پیشگیری به‌موقع از خودکشی قرار گیرند. این عمل می‌بایست به‌ویژه در ۸ هفته نخست بستری شدن آن‌ها صورت گیرد.

## افزایش خطر خودکشی پس از قطع مصرف دارو
در پژوهشی در سال ۲۰۰۹ مشخص شد که قطع مصرف دارو پس از مدتی، سبب افزایش خطر خودکشی می‌شود. در تحقیق دیگری شامل ۱۵۹٬۸۱۰ تن مصرف‌کننده امی تریپتیلین، فلوکسیتین، پروکستین یا دوتیپین، مشخص شد که خطر خودکشی در ماه نخست پس از استفاده از ضد افسردگی‌ها، به‌ویژه در روز ۱ تا ۹ آغاز مصرف، افزایش می‌یابد.

## شيوع
مرکز کنترل و پیشگیری بیماری در گزارشی به تاریخ ۶ دسامبر ۲۰۰۷، اعلام داشت که نرخ خودکشی نوجوانان آمریکایی، به‌ویژه دختران ۱۰ تا ۲۴ سال، از ۲۰۰۳ تا ۲۰۱۹ نزدیک به ۸٪ افزایش داشته اشت. این یعنی ۷٫۳۲ تن خودکشی در هر ۱۰۰٬۰۰۰ تن در بازه سنی ۱۰ تا ۲۴ سال. برخی پژوهشگران در این رابطه معتقدند که : " این خطرناک است که بخواهیم بر مبنای داده‌های سال‌به‌سال به جای داده‌های پیاپی در رابطه با مصرف ضد افسردگی‌ها و ارتباط آن با خطر خودکشی اظهار نظر کنیم.
واقع‌بینانه‌تر این است که ارتباط میان روند مصرف داروهای روان‌درمانی را با میزان افزایش یا کاهش خطر خودکشی در میان گروه‌های کوچک اما از نقاط مختلف جغرافیایی و صورت پیاپی و نه سال‌به‌سال بررسی کنیم. تا نتایج تحقیقات جزئی‌نگرانه‌تر مشخص نشود، نمی‌توان منطقی برای این هشدارهای اداره غذا و داروی آمریکا یافت." تحقیقاتی نيز انجام شده که ثابت می‌کنند مصرف ضد افسردگی‌ها باعث کاهش خطر خودکشی در فرد می‌شوند.
همچنین در تحقیقی دیگر مشخص شد که مصرف داروهای ضد افسردگی رایج حتی ممکن است هیچ تأثیری از لحاظ امنیت خودکشی، به‌طور مثال اینکه خودکشی را در فرد تقویت کند یا سبب کاهش آن شود، نداشته باشند. اینکه آیا دیگر مانورهای درمانی همچون مشاوره ممکن است اثر متناقضی در رابطه با خودکشی یا رفتار خودکشی‌مآبانه در کودکان و بزرگسالانی که داروهای ضد افسردگی مصرف می‌کنند داشته باشند یا خیر، در پرده‌ای از ابهام است.

## داروهای کاهنده خطر خودکشی
در پژوهشی به سال ۲۰۱۲ که شامل داده‌هایی از ۴۱ کلینیک و ۹٬۰۰۰ بیمار می‌شود، مشخص شد که «فلوکستین و ونلافاکسین خطر خودکشی را در کودکان و بزرگ‌سالان کاهش داده است. این کاهش همچنین شامل علائم افسردگی در فرد و در نتیجه افزایش بهبودی فرد نیز می‌شود. البته برای جوانان چنین کاهشی آن چنان مشهود نبود. اما لازم به ذكر است که جوانان در این تحقیق از راه این داروها افسردگی شان درمان شد.»